# Reggie Gilliam (fútbol americano)
Reggie Travon Gilliam (Columbus, Ohio; 20 de agosto de 1997) más conocido como Reggie Gilliam, es un jugador profesional estadounidense de fútbol americano, se desempeña en la posición de fullback en Buffalo Bills, en la National Football League (NFL).

## Carrera
Hizo su debut profesional con el equipo Buffalo Bills, lleva jugando cuatro temporadas, comenzó en el 2020.